# Nim Chimpsky
Nim Chimpsky (ur. 19 listopada 1973, zm. 10 marca 2000) – szympans będący przedmiotem badań nad nauczeniem tych zwierząt języka migowego, prowadzonych przez Herberta S. Terrace’a z Columbia University. Imię nadane małpie jest kalamburem, grą słów związaną z osobą Noama Chomsky’ego i angielskim słowem „chimpanzee” (kolokwialnie chimp = „szympans”).

## Życie
Nim jako szympansi noworodek został odebrany matce i wychowywany w ludzkiej rodzinie. Był karmiony piersią kobiety, nosił ubrania. Uczono go amerykańskiego języka migowego, miał wielu ludzkich nauczycieli, z którymi się związał emocjonalnie.
Po zakończeniu eksperymentu zamknięty w klatce. Następnie został sprzedany na eksperymenty medyczne. Wykupiony przez fundację działającą na rzecz zwierząt. Resztę życia spędził na ranczu Black Beauty Ranch. Dla rozrywki dano mu oglądać telewizję, ale zniszczył telewizory. Właścicielom zabił pudla. Ostatnie 5 lat życia spędził z dwoma innymi szympansami. Zmarł w wieku 26 lat na atak serca.

## Badania lingwistyczne i spuścizna
Nim nauczył się wielu słów (gesty), ale nigdy nie opanował gramatyki, składni (porządek wyrazów używanych przez Nima był losowy), jego „wypowiedzi” nie były spontaniczne (generalnie „wymuszane” przez badaczy), pozbawione kreatywności lingwistycznej. Końcowym wynikiem projektu badawczego było, że szympansy nie mogą opanować języka. Konkluzja ta została osiągnięta, w kontrowersji, pod koniec szeregu szeroko opublikowanych (rzekomych) sukcesów z akwizycją języka przez małpy (szympansy i goryle).
O jego życiu nakręcono film dokumentalny Project Nim wydany w 2011. Film ten przybliżył ludziom nieetyczny eksperyment lingwistyczny, odbijający się na psychice małpy.